# Preguntas al espacio
Preguntas al espacio fue el primer concurso de preguntas y respuestas emitido por televisión en España. Estuvo dirigido por Pedro Amalio López.

## Formato
Con presentación indistinta de las dos únicas presentadoras del momento, Blanca Álvarez y Laura Valenzuela, el programa se basaba en la típica fórmula de realización de preguntas sobre imágenes emitidas segundos antes, a responder por los concursantes vía telefónica.